# Nicomède Ier
Sauf précision contraire, les dates de cet article sont sous-entendues « avant l'ère commune » (AEC), c'est-à-dire « avant Jésus-Christ ».
Pour les articles homonymes, voir Nicomède.
Nicomède Ier devient roi de Bithynie aux alentours de 280/278.

## Biographie
Il est le fils et successeur de Zipoétès Ier qui avait pris le titre de roi en 297. Il commence son règne en faisant tuer trois de ses frères.
Afin de résister aux rois séleucides lorsqu'il est attaqué par Antiochos Ier ou de lutter contre l'un de ses frères, Zipoétès II, en 278  il engage comme mercenaires une partie des troupes Celtes survivantes de la Grande Expédition, qui combattent à ce moment-là en Thrace. et les introduit en Asie Mineure. Ceux-ci, nommés Galates par les Grecs, sont ensuite poussés vers le Sud une fois leur contrat terminé. Ils attaquent et soumettent au tribut un certain nombre de cités d'Asie Mineure avant d'être battus par les Séleucides et fixés en Galatie.
Nicomède Ier est le fondateur en 264 d'une nouvelle capitale, Nicomédie (aujourd'hui Izmit), à partir de laquelle il tente avec succès une hellénisation de son royaume. La date de la fin de son règne est mal connue elle aussi, sans doute aux alentours de 250/243.
Avant de mourir, Nicomède désigne comme successeur Zipoétès III, un des fils né de sa seconde union avec une certaine Etazeta, au détriment de son aîné, Zélas, né d'une précédente union avec Ditizel. Zipoétés III étant encore très jeune, il choisit comme régents Ptolémée et Antigone et met ses enfants sous la protection des habitants des cités de Byzance, Héraclée et Cios.